# Teodor Estudita
|  | Per a altres significats, vegeu «Sant Teodor». |

Teodor Estudita (grec antic: Θεόδωρος ό Στουδίτης; llatí: Theodorus Studita) (Constantinoble, 759 - Chalcite, Bitínia, 11 de novembre de 826) fou un abat del monestir d'Estúdion (Studium). Va entrar al monestir d'Estúdion', on era abat el seu oncle Plató, el 781, i el 794 el va succeir com a abat, quan aquell va renunciar. Fou un defensor del culte a les imatges i el seu zel li va procurar una gran reputació entre els monjos.
El 795 l'emperador Constantí VI es va casar amb Teòdota contra les lleis canòniques; Teodor va anatematitzar a l'emperador i va denunciar el patriarca Tarasi (que a l'any següent fou desterrat a Tessalònica). A la mort de l'emperador el 797, va ser cridat a Constantinoble on va entrar amb gran pompa i va aconseguir el favor de l'emperadriu Irene.
El 798, a causa d'un atac àrab, es va traslladar al monestir d'Estúdion, a tocar de Constantinoble. El 806 Nicèfor fou nomenat patriarca i l'abat Josep, que havia autoritzat el matrimoni de l'emperador Constantí fou restaurat en la comunió de l'església per un concili que va tenir lloc a la capital. Teodor s'hi va oposar i se li van unir molts monjos; el papa Lleó III el va condemnar i li va contestar amb arrogància i insolència; finalment fou desterrat el 809 junt amb el seu germà Josep i el seu oncle Plató, a una illa de la Propòntida.
Foren alliberats el 811, quan el 813 l'emperador Lleó V l'Armeni va emetre un edicte contra el culte de les imatges, Teodor s'hi va oposar i el va desafiar i va incitar al poble a la sedició; fou posat en residència vigilada però com que no parava d'enviar cartes contra l'emperador, fou enviat a presó (en va passar per unes quantes) fins que va acabar a Esmirna.
El 821 fou alliberat per l'emperador Miquel el Tartamut i va poder tornar a Estúdion, on va recuperar la condició d'abat. No es va fer més moderat i el 824, indignat per la manca de decisió de l'emperador contra els iconoclastes, va donar suport a Tomàs l'Eslau que volia enderrocar Miquel i quan l'intent va fracassar Teodor es va retirar de Constantinoble i finalment es va establir a l'illa de Calcita (Chalcite) on va morir cinc anys més tard mentre deia missa al monestir de Hagios Tryphon (Akritas, Bitínia).

## Obres
Les seves obres són:
- Un discurs sobre les imatges davant l'emperador Lleó V.
- Διαθήκη, una confessió de fe escrita per Teodor poc abans de la seva mort, acompanyada de diversos preceptes sobre la vida monàstica, destinats a orientar al seu successor en el càrrec d'abat.
- Βίβλος δογματική, ἐν ᾗ στερροὶ λόγοι γ᾿ καὶ ἀντιρρητικοί, tres discursos contra els iconòmacs.
- Ἔλεγχος καὶ ἀνατροπὴ τῶν ἀσεβῶν ποιημάτων, refutació d'uns escrits contra el culte de les imatges. Entre altres, contradiu a Ignasi Iconòmac.
- Προβλήματά τινα πρὸς εἰκονομάχους
- ?ατὰ εἰκονομάκους κεφάλαια ἑπτά
- Ἐπιστολὴ πρὸς πλάτωνα περὶ τῆς προσκυνήσεως τῶν σεπτῶν εἰκόνων
- Dos llibres d'epístoles (en total 276 cartes), importants no només per conèixer la vida de Teodor, sinó per entendre les disputes teològiques del seu temps.
- Ἰάμβοι εἰς διαφόρους ὑποθέσεις, poema epigramàtic en versos iàmbics sobre diversos temes.
- Δογματικὴ περὶ τιμῆς καὶ προσκυνήσεως τῶν ἁγίων εἰκόνων.
- Ἐπιτάφιος εἰς Πλάτωνα τὸν ἑαυτοῦ πνευματικὸν πατέρα.
- Λόγος εἰς τὴν προσκύνησιν τοῦ τιμίου καὶ ζωοποιοῦ σταυροῦ ἐν τῇ μεσονηστίμῳ.
- Κανὼν εἰς τὴν σταυροπροσκύνησιν, un himne sobre l'adoració de la Creu.
- Κανὼν ψαλλόμενος εἰς τὴν ἀναστήλωσιν τῶν ἁγίων εἰκόνων, encara que es qüestiona si aquesta obra era d'ell, perquè adopta un to més pacífic que el que l'autor tenia en aquella època. S'ha suposat que podria ser obra d'un Teodor de data posterior.
- Ἡ μικρὰ λεγομένη Κατήχησις.
- Ἐγκώμιον περὶ τοῦ ἁγίου Βαρθολομαίου.
- Ἐγκώμιον εἰς τὸν ἅγιον Ἀπόστολον καὶ Εὺαγγελιστὴν Ἰωάννην τὸν θεολόγον.
- Sermo brevis in Dominicam quartam Quadragesimae.
- Capitula quattuor de Vita ascetica.
- Ἐγκώμιον εἰς τὴν τρίτην ἕυρεσιν τῆς τιμίας κεφαλῆς τοῦ ἁγίου προδρόμου.
- Τροπάρια, κανόνες, col·lecció d'himnes
- Ἡ μεγάλη καλουμένη κατηχητική, dividit en tres parts:  κατήχησις, μηνολόγιον, i διδασκαλία
- 217 discursos

## Veneració
Fou sebollit al monestir de Sant Trifó, però el seu cos fou traslladat al monestir d'Estúdion el 26 de gener de 844. Fou canonitzat llavors per les esglésies catòlica i ortodoxa, amb festivitat conjunta l'11 de novembre.